# Vice-Premier ministre de Belgique
La fonction de vice-Premier ministre au sein du gouvernement fédéral belge est une fonction qui n'est pas décrite par la Constitution mais qui existe depuis 1961 et le gouvernement Lefèvre.

## Rôle
Aujourd'hui, les gouvernements belges sont toujours des gouvernements de coalition. Traditionnellement, chaque parti désigne un vice-Premier ministre, qui est également chargé d'une responsabilité importante. Celui-ci est le trait d'union entre son parti et le gouvernement ; autrement dit, il est le représentant de son parti au sein du gouvernement et inversément, il est le représentant du gouvernement au sein de son parti. Il est néanmoins arrivé que des partis de la coalition n'aient aucun vice-Premier ministre.
Avec le Premier ministre, les vice-Premiers ministres forment le Conseil des ministres restreint, souvent désigné sous le terme néerlandais kern, abréviation de kernkabinet. Le Conseil des ministres restreint discute des dossiers politiques importants et dégage un consensus qui convient à l'ensemble des partis de la coalition.
Les vice-Premiers ministres remplacent le Premier ministre en cas d'absence, selon l'ordre protocolaire, déterminé par le poids de chaque parti. Par tradition, le premier vice-Premier ministre est d'un rôle linguistique différent de celui du Premier ministre.

## Histoire
Le premier vice-Premier ministre fut Paul-Henri Spaak en 1961. Depuis, seulement trois gouvernements, tous trois dirigés par Leo Tindemans, n'ont pas eu de vice-Premier ministre.
Statistiquement, c'est Didier Reynders qui a été vice-Premier ministre dans le plus grand nombre de gouvernement. Il l'a été sans discontinuer de 2004 à 2019, au sein de neuf gouvernements. Willy Claes le suit. Il fut nommé huit fois, entre 1979 et 1994. Ensuite on retrouve Laurette Onkelinx qui fut vice-Première ministre au sein de six gouvernements, de 1999 à 2014.
Isabelle Durant et Laurette Onkelinx furent les deux premières femmes à accéder à ce poste, en 1999, au sein du gouvernement Verhofstadt I.

## Liste des vice-Premiers ministres
| Gouvernement        | Parti                              | Parti                          | Dates                               | Nom                         |
| ------------------- | ---------------------------------- | ------------------------------ | ----------------------------------- | --------------------------- |
| De Wever            |                                    | MR                             | 3 février 2025 -                    | David Clarinval             |
| De Wever            |                                    | Vooruit                        | 3 février 2025 -                    | Frank Vandenbroucke         |
| De Wever            |                                    | Les Engagés                    | 3 février 2025 -                    | Maxime Prévot               |
| De Wever            |                                    | CD&V                           | 3 février 2025 -                    | Vincent Van Peteghem        |
| De Wever            |                                    | N-VA                           | 3 février 2025 -                    | Jan Jambon                  |
| De Croo             |                                    | PS                             | 1er octobre 2020 - 3 février 2025   | Pierre-Yves Dermagne        |
| De Croo             |                                    | MR                             | 17 juillet 2022 - 3 février 2025    | David Clarinval             |
| De Croo             | 1er octobre 2020 - 17 juillet 2022 | MR                             | Sophie Wilmès                       |                             |
| De Croo             |                                    | Ecolo                          | 1er octobre 2020 - 3 février 2025   | Georges Gilkinet            |
| De Croo             |                                    | CD&V                           | 1er octobre 2020 - 3 février 2025   | Vincent Van Peteghem        |
| De Croo             |                                    | sp.a, puis Vooruit             | 1er octobre 2020 - 3 février 2025   | Frank Vandenbroucke         |
| De Croo             |                                    | Groen                          | 1er octobre 2020 - 3 février 2025   | Petra De Sutter             |
| De Croo             |                                    | Open VLD                       | 22 octobre 2023 - 3 février 2025    | Paul Van Tigchelt           |
| De Croo             |                                    | Open VLD                       | 1er octobre 2020 - 22 octobre 2023  | Vincent van Quickenborne    |
| Wilmès II           |                                    | CD&V                           | 17 mars 2020 - 1er octobre 2020     | Koen Geens                  |
| Wilmès II           |                                    | Open VLD                       | 17 mars 2020 - 1er octobre 2020     | Alexander De Croo           |
| Wilmès II           |                                    | MR                             | 17 mars 2020 - 1er octobre 2020     | David Clarinval             |
| Wilmès I            |                                    | CD&V                           | 27 octobre 2019 - 17 mars 2020      | Koen Geens                  |
| Wilmès I            |                                    | Open VLD                       | 27 octobre 2019 - 17 mars 2020      | Alexander De Croo           |
| Wilmès I            |                                    | MR                             | 30 novembre 2019 - 17 mars 2020     | David Clarinval             |
| Wilmès I            | 27 octobre 2019 - 30 novembre 2019 | MR                             | Didier Reynders                     |                             |
| Michel II           |                                    | CD&V                           | 27 juin 2019 - 27 octobre 2019      | Koen Geens                  |
| Michel II           | 9 décembre 2018 - 27 juin 2019     | CD&V                           | Kris Peeters                        |                             |
| Michel II           |                                    | Open VLD                       | 9 décembre 2018 - 27 octobre 2019   | Alexander De Croo           |
| Michel II           |                                    | MR                             | 9 décembre 2018 - 27 octobre 2019   | Didier Reynders             |
| Michel I            |                                    | CD&V                           | 11 octobre 2014 - 9 décembre 2018   | Kris Peeters                |
| Michel I            |                                    | N-VA                           | 11 octobre 2014 - 9 décembre 2018   | Jan Jambon                  |
| Michel I            |                                    | Open VLD                       | 11 octobre 2014 - 9 décembre 2018   | Alexander De Croo           |
| Michel I            |                                    | MR                             | 11 octobre 2014 - 9 décembre 2018   | Didier Reynders             |
| Di Rupo             |                                    | CD&V                           | 5 mars 2013 - 11 octobre 2014       | Pieter De Crem              |
| Di Rupo             | 6 décembre 2011 - 5 mars 2013      | CD&V                           | Steven Vanackere                    |                             |
| Di Rupo             |                                    | MR                             | 6 décembre 2011 - 11 octobre 2014   | Didier Reynders             |
| Di Rupo             |                                    | sp.a                           | 6 décembre 2011 - 11 octobre 2014   | Johan Vande Lanotte         |
| Di Rupo             |                                    | Open VLD                       | 22 octobre 2012 - 11 octobre 2014   | Alexander De Croo           |
| Di Rupo             | 6 décembre 2011 - 21 octobre 2012  | Open VLD                       | Vincent Van Quickenborne            |                             |
| Di Rupo             |                                    | cdH                            | 22 juillet 2014 - 11 octobre 2014   | Melchior Wathelet           |
| Di Rupo             | 6 décembre 2011 - 22 juillet 2014  | cdH                            | Joëlle Milquet                      |                             |
| Di Rupo             |                                    | PS                             | 6 décembre 2011 - 11 octobre 2014   | Laurette Onkelinx           |
| Leterme II          |                                    | MR                             | 25 novembre 2009 - 5 décembre 2011  | Didier Reynders             |
| Leterme II          |                                    | PS                             | 25 novembre 2009 - 5 décembre 2011  | Laurette Onkelinx           |
| Leterme II          |                                    | CD&V                           | 25 novembre 2009 - 5 décembre 2011  | Steven Vanackere            |
| Leterme II          |                                    | cdH                            | 25 novembre 2009 - 5 décembre 2011  | Joëlle Milquet              |
| Leterme II          |                                    | Open VLD                       | 25 novembre 2009 - 5 décembre 2011  | Guy Vanhengel               |
| Van Rompuy I        |                                    | MR                             | 30 décembre 2008 - 24 novembre 2009 | Didier Reynders             |
| Van Rompuy I        |                                    | PS                             | 30 décembre 2008 - 24 novembre 2009 | Laurette Onkelinx           |
| Van Rompuy I        |                                    | CD&V                           | 30 décembre 2008 - 24 novembre 2009 | Steven Vanackere            |
| Van Rompuy I        |                                    | cdH                            | 30 décembre 2008 - 24 novembre 2009 | Joëlle Milquet              |
| Van Rompuy I        |                                    | Open VLD                       | 15 juillet 2009 - 24 novembre 2009  | Guy Vanhengel               |
| Van Rompuy I        | 30 décembre 2008 - 15 juillet 2009 | Open VLD                       | Karel De Gucht                      |                             |
| Leterme I           |                                    | MR                             | 20 mars 2008 - 30 décembre 2008     | Didier Reynders             |
| Leterme I           |                                    | PS                             | 20 mars 2008 - 30 décembre 2008     | Laurette Onkelinx           |
| Leterme I           |                                    | Open VLD                       | 20 mars 2008 - 30 décembre 2008     | Patrick Dewael              |
| Leterme I           |                                    | CD&V                           | 20 mars 2008 - 30 décembre 2008     | Jo Vandeurzen               |
| Leterme I           |                                    | cdH                            | 20 mars 2008 - 30 décembre 2008     | Joëlle Milquet              |
| Verhofstadt III     |                                    | MR                             | 21 décembre 2007 - 20 mars 2008     | Didier Reynders             |
| Verhofstadt III     |                                    | CD&V                           | 21 décembre 2007 - 20 mars 2008     | Yves Leterme                |
| Verhofstadt II      |                                    | PS                             | 12 juillet 2003 - 21 décembre 2007  | Laurette Onkelinx           |
| Verhofstadt II      |                                    | MR                             | 20 juillet 2004 - 21 décembre 2007  | Didier Reynders             |
| Verhofstadt II      | 12 juillet 2003 - 18 juillet 2004  | MR                             | Louis Michel                        |                             |
| Verhofstadt II      |                                    | sp.a                           | 15 octobre 2005 - 21 décembre 2007  | Freya Van den Bossche       |
| Verhofstadt II      | 12 juillet 2003 - 17 octobre 2005  | sp.a                           | Johan Vande Lanotte                 |                             |
| Verhofstadt II      |                                    | Open VLD                       | 12 juillet 2003 - 21 décembre 2007  | Patrick Dewael              |
| Verhofstadt I       |                                    | PS                             | 12 juillet 1999 - 12 juillet 2003   | Laurette Onkelinx           |
| Verhofstadt I       |                                    | MR                             | 12 juillet 1999 - 12 juillet 2003   | Louis Michel                |
| Verhofstadt I       |                                    | sp.a                           | 12 juillet 1999 - 12 juillet 2003   | Johan Vande Lanotte         |
| Verhofstadt I       |                                    | Ecolo                          | 12 juillet 1999 - 5 mai 2003        | Isabelle Durant             |
| Dehaene II          |                                    | PS                             | 23 juin 1995 - 12 juillet 1999      | Elio Di Rupo                |
| Dehaene II          |                                    | SP                             | 26 septembre 1998 - 12 juillet 1999 | Luc Van den Bossche         |
| Dehaene II          | 24 avril 1998 - 26 septembre 1998  | SP                             | Louis Tobback                       |                             |
| Dehaene II          | 23 juin 1995 - 24 avril 1998       | SP                             | Johan Vande Lanotte                 |                             |
| Dehaene II          |                                    | PSC                            | 19 juin 1998 - 12 juillet 1999      | Jean-Pol Poncelet           |
| Dehaene II          | 3 septembre 1995 - 19 juin 1998    | PSC                            | Philippe Maystadt                   |                             |
| Dehaene II          | 23 juin 1995 - 3 septembre 1995    | PSC                            | Melchior Wathelet                   |                             |
| Dehaene II          |                                    | CVP                            | 23 juin 1995 - 12 juillet 1999      | Herman Van Rompuy           |
| Dehaene I           |                                    | PS                             | 23 janvier 1994 - 23 juin 1995      | Elio Di Rupo                |
| Dehaene I           | 7 mars 1992 - 23 janvier 1994      | PS                             | Guy Coëme                           |                             |
| Dehaene I           |                                    | SP                             | 22 mars 1995 - 23 juin 1995         | Erik Derycke                |
| Dehaene I           | 10 octobre 1994 - 22 mars 1995     | SP                             | Frank Vandenbroucke                 |                             |
| Dehaene I           | 7 mars 1992 - 10 octobre 1994      | SP                             | Willy Claes                         |                             |
| Dehaene I           |                                    | PSC                            | 7 mars 1992 - 23 juin 1995          | Melchior Wathelet           |
| Martens IX          |                                    | PS                             | 29 septembre 1991 - 7 mars 1992     | Philippe Moureaux           |
| Martens IX          |                                    | SP                             | 29 septembre 1991 - 7 mars 1992     | Willy Claes                 |
| Martens IX          |                                    | PSC                            | 29 septembre 1991 - 7 mars 1992     | Melchior Wathelet           |
| Martens VIII        |                                    | PS                             | 9 mai 1988 - 29 septembre 1991      | Philippe Moureaux           |
| Martens VIII        |                                    | SP                             | 9 mai 1988 - 29 septembre 1991      | Willy Claes                 |
| Martens VIII        |                                    | CVP                            | 9 mai 1988 - 29 septembre 1991      | Jean-Luc Dehaene            |
| Martens VIII        |                                    | PSC                            | 9 mai 1988 - 29 septembre 1991      | Melchior Wathelet           |
| Martens VIII        |                                    | VU                             | 9 mai 1988 - 29 septembre 1991      | Hugo Schiltz                |
| Martens VII         |                                    | PRL                            | 21 octobre 1987 - 9 mai 1988        | Jean Gol                    |
| Martens VII         |                                    | PSC                            | 21 octobre 1987 - 9 mai 1988        | Philippe Maystadt           |
| Martens VII         |                                    | PVV                            | 21 octobre 1987 - 9 mai 1988        | Guy Verhofstadt             |
| Martens VI          |                                    | PRL                            | 28 novembre 1985 - 21 octobre 1987  | Jean Gol                    |
| Martens VI          |                                    | PSC                            | 18 octobre 1986 - 21 octobre 1987   | Philippe Maystadt           |
| Martens VI          | 28 novembre 1985 - 18 octobre 1986 | PSC                            | Charles-Ferdinand Nothomb           |                             |
| Martens VI          |                                    | PVV                            | 28 novembre 1985 - 21 octobre 1987  | Guy Verhofstadt             |
| Martens V           |                                    | PRL                            | 17 décembre 1981 - 28 novembre 1985 | Jean Gol                    |
| Martens V           |                                    | PVV                            | 17 décembre 1981 - 28 novembre 1985 | Willy De Clercq             |
| Martens V           |                                    | PSC                            | 17 décembre 1981 - 28 novembre 1985 | Charles-Ferdinand Nothomb   |
| M. Eyskens I        |                                    | PS                             | 6 avril 1981 - 17 décembre 1981     | Guy Mathot                  |
| M. Eyskens I        |                                    | SP                             | 6 avril 1981 - 17 décembre 1981     | Willy Claes                 |
| M. Eyskens I        |                                    | PSC                            | 6 avril 1981 - 17 décembre 1981     | José Desmarets              |
| Martens IV          |                                    | PS                             | 26 février 1981 - 6 avril 1981      | Guy Mathot                  |
| Martens IV          | 22 octobre 1980 - 26 février 1981  | PS                             | Guy Spitaels                        |                             |
| Martens IV          |                                    | SP                             | 22 octobre 1980 - 6 avril 1981      | Willy Claes                 |
| Martens IV          |                                    | PSC                            | 22 octobre 1980 - 6 avril 1981      | José Desmarets              |
| Martens III         |                                    | PS                             | 18 mai 1980 - 22 octobre 1980       | Guy Spitaels                |
| Martens III         |                                    | PVV                            | 18 mai 1980 - 22 octobre 1980       | Herman Vanderpoorten        |
| Martens II          |                                    | PSC                            | 23 janvier 1980 - 18 mai 1980       | José Desmarets              |
| Martens II          |                                    | SP                             | 23 janvier 1980 - 18 mai 1980       | Willy Claes                 |
| Martens II          |                                    | PS                             | 23 janvier 1980 - 18 mai 1980       | Guy Spitaels                |
| Martens II          |                                    | PSC                            | 23 janvier 1980 - 18 mai 1980       | José Desmarets              |
| Martens II          |                                    | SP                             | 23 janvier 1980 - 18 mai 1980       | Willy Claes                 |
| Martens II          |                                    | PS                             | 23 janvier 1980 - 18 mai 1980       | Guy Spitaels                |
| Martens I           |                                    | PSC                            | 16 janvier 1980 - 23 janvier 1980   | José Desmarets              |
| Martens I           | 3 avril 1979 - 16 janvier 1980     | PSC                            | Paul Vanden Boeynants               |                             |
| Martens I           |                                    | SP                             | 3 avril 1979 - 23 janvier 1980      | Willy Claes                 |
| Martens I           |                                    | PS                             | 3 avril 1979 - 23 janvier 1980      | Guy Spitaels                |
| Vanden Boeynants II |                                    | PS                             | 20 octobre 1978 - 3 avril 1979      | Léon Hurez                  |
| Vanden Boeynants II |                                    | CVP                            | 20 octobre 1978 - 3 avril 1979      | Renaat Van Elslande         |
| Tindemans IV        |                                    | PSB                            | 3 juin 1977 - 20 octobre 1978       | Léon Hurez                  |
| Tindemans IV        |                                    | PSC                            | 3 juin 1977 - 20 octobre 1978       | Paul Vanden Boeynants       |
| Tindemans III       |                                    |                                | 6 mars 1977 - 3 juin 1977           | aucun Vice-Premier ministre |
| Tindemans II        |                                    |                                | 11 juin 1974 - 6 mars 1977          | aucun Vice-Premier ministre |
| Tindemans I         |                                    |                                | 25 avril 1974 - 11 juin 1974        | aucun Vice-Premier ministre |
| Leburton II         |                                    | CVP                            | 23 octobre 1973 - 25 avril 1974     | Leo Tindemans               |
| Leburton II         |                                    | PVV                            | 23 octobre 1973 - 25 avril 1974     | Willy De Clercq             |
| Leburton I          |                                    | CVP                            | 26 janvier 1973 - 23 octobre 1973   | Leo Tindemans               |
| Leburton I          |                                    | PVV                            | 26 janvier 1973 - 23 octobre 1973   | Willy De Clercq             |
| G. Eyskens V        |                                    | PSB                            | 20 janvier 1972 - 26 janvier 1973   | André Cools                 |
| G. Eyskens IV       |                                    | PSB                            | 22 janvier 1969 - 20 janvier 1972   | André Cools                 |
| G. Eyskens IV       | PSB                                | 17 juin 1968 - 22 janvier 1969 | Joseph-Jean Merlot                  |                             |
| Vanden Boeynants I  |                                    | PLP-PVV                        | 13 mars 1966 - 17 juin 1968         | Willy De Clercq             |
| Harmel I            |                                    | BSP                            | 28 juillet 1965 - 13 mars 1966      | Antoon Spinoy               |
| Lefèvre I           |                                    | PSB                            | 25 avril 1961 - 28 juillet 1965     | Paul-Henri Spaak            |

## Sources
- Site de Steven Vanackere - Compétences Vice-Premier Ministre
- Site de Didier Reynders - Vice Premier Ministre et Ministre des Finances
- Site de Joëlle Milquet - Vice-Première ministre
- Site de Laurette Onkelinx - Vice-Première Ministre

1. ↑  Aucun vice-premier ministre ne vit au 16, rue de la Loi, il est un lieux de travail et de réunion.